# 송병주 (1890년)
송병주(宋秉柱, 일본식 이름: 恩津明森, 1890년 7월 22일 ~ ?)는 일제강점기의 경찰이다.

## 생애
한성부 출신으로 대한제국 시기에 일본에 유학하여 공부했다. 한일 병합 조약 체결 직후인 1911년에 와세다 대학 법과를 졸업한 뒤 귀국했다.
이때는 조선총독부 체제가 출범하여 조선 전국의 행정기관과 경찰 조직이 총독부 휘하로 편입되면서 일본어 통역 수요가 늘어난 시기였다. 송병주는 귀국 직후 충청남도 경무부 소속인 당진경찰서에서 통역으로 근무하면서 경찰계에 입문했다.
이후 경부로 승진하여 공주경찰서에서 근무하였고, 황해도 곡산경찰서와 경성부 용산경찰서를 거쳤다. 1920년대 후반부터는 함경남도 원산경찰서, 안변경찰서, 단천경찰서에서 차례로 발령받아 재직하면서 함남 지역 유지로도 활동했다.
1938년에 원산상공회의소 조사주임이 되었고, 1940년에는 함남노동회 이사에 취임했다. 이때 정8위 훈8등에 서위되어 있었다.
2008년 민족문제연구소가 발표한 친일인명사전 수록예정자 명단 중 경찰 부문에 포함되었다.

## 참고자료
- 송병주(宋秉柱) - 국사편찬위원회